# ジェラルド・モッセ
ジェラルド・モッセ（Gerald Mosse、巫斯義、1967年1月3日 - ）は、フランス出身の騎手である。

## 来歴
1983年、パトリック・ビアンコーヌ調教師の下で騎手デビュー。翌1984年にフランスのチャンピオン見習騎手となった。
1988年6月12日、レスレスカラ（Resless Kara）でディアヌ賞（仏オークス）を制し、G1初制覇。1993年から2001年にかけては、有力馬主アーガー・ハーン4世の専属騎手として活躍の場を広げた。
1997年から1999年にかけてはディアヌ賞3連覇を達成。2011年にリライアブルマン（Reliable Man）で制したジョッケクルブ賞（仏ダービー）を最後に長らくクラシックの栄冠からは遠ざかっていたが、2022年5月15日、マンゴスチン（Mangoustine）でプール・デッセ・デ・プーリッシュ（仏1000ギニー）を制し、11年ぶりにクラシックのタイトルを獲得した。
1991年/1992年シーズンからは香港でも騎乗。香港国際競走の完全制覇、香港ダービー3勝などの実績を残している。
日本においては1988年11月13日、富士ステークスに出走するアワーズアフター（Hours After）でJRA初騎乗。3番人気に支持されたが、7着だった。1999年の第13回ワールドスーパージョッキーズシリーズではフランス代表として初参戦。35ポイントを獲得し、5位となった。2013年には天皇賞（春）でレッドカドー（Red Cadeaux）に騎乗し、3着となっている。
2024年7月14日シャンティイ競馬場で行われたハンデ戦での騎乗を最後に騎手を引退。騎手引退後の同年9月より調教師に転身する。

## 主な勝ち鞍

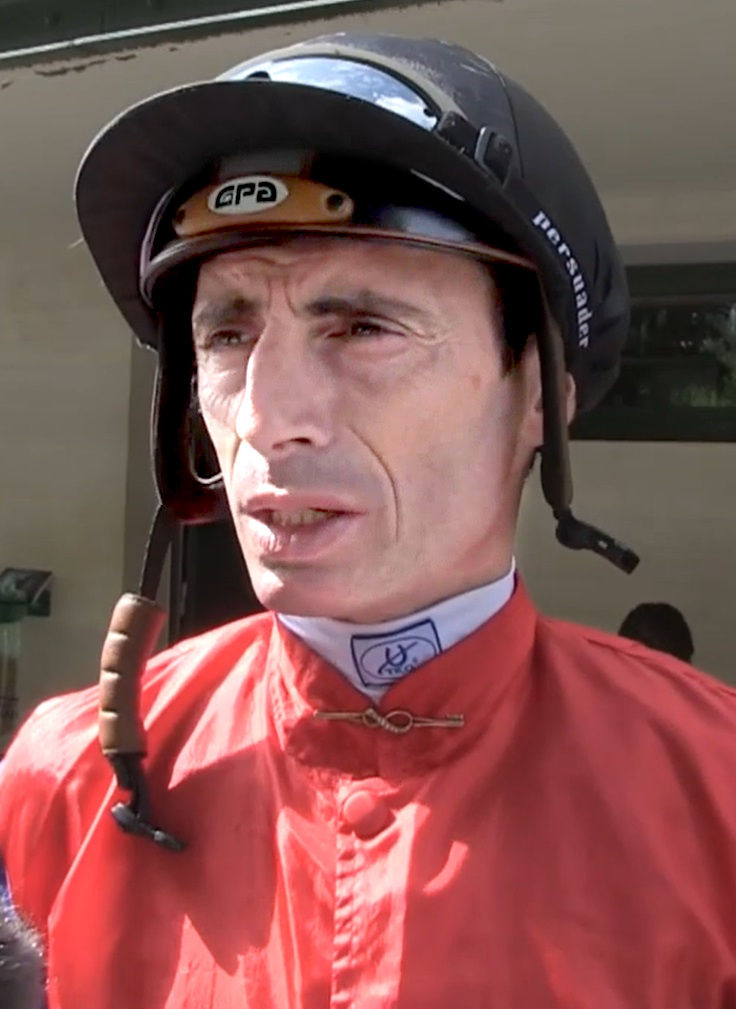
ジェラルド・モッセ (2014)

### フランス
- アベイ・ド・ロンシャン賞（2012年Wizz Kid、2018年Mabs Cross）
- イスパーン賞（2000年Sendawar、2021年Skalleti）
- ヴェルメイユ賞（1999年Daryaba）
- 凱旋門賞（1990年Saumarez）
- カドラン賞（1999年Tajoun、2010年Gentoo、2011年Kasbah Bliss）
- ガネー賞（1998年Astarabad、1999年Dark Moondancer）
- クリテリウムドサンクルー（1989年Intimiste）
- サラマンドル賞（1991年Arazi）
- サンタラリ賞（2010年Sarafina）
- ジャック・ル・マロワ賞（2011年Immortal Verse）
- ジャンプラ賞（1990年Priolo、2000年Suances）
- ジャン・リュック・ラガルデール賞（1991年Arazi[3]、2009年Siyouni）
- ジャンロマネ賞（2009年Alpine Rose）
- ジョッケクルブ賞（1994年Celtic Arms、1996年Ragmar、2011年Reliable Man）
- ディアヌ賞（1988年Resless Kara、1993年Shemaka、1997年Vereva、1998年Zainta、1999年Daryaba）
- パリ大賞典（1995年Valanour、2010年Behkabad）
- プール・デッセ・デ・プーラン（1996年Ashkalani、1997年Daylami、1999年Sendawar）
- プール・デッセ・デ・プーリッシュ（1998年Zalaiyka、2022年Mangoustine）
- フォレ賞（2005年Court Masterpiece）
- マルセルブサック賞（1992年Gold Splash、1993年Sierra Madre）
- ムーラン・ド・ロンシャン賞（1991年Priolo、1996年Ashkalani、1999年Sendawar）
- モーリス・ド・ゲスト賞（1989年Cricket Ball、1994年Dolphin Street、2002年May Ball、2014年Garswood）
- モルニ賞（1988年Tersa、1991年Arazi、1997年Charge D'Affaires、2000年Bad As I Wanna Be、2012年Reckless Abandon）
- リュパン賞（1994年Celtic Arms）
- ロワイヤルオーク賞（1997年Ebadiyla、1998年Tiraaz）

### イギリス
- コロネーションステークス（1993年Gold Splash、2011年Immortal Verse）
- サンチャリオットステークス（2012年Siyouma）
- スプリントカップ（2001年Nuclear Debate）
- セントジェームズパレスステークス（1999年Sendawar）
- ナンソープステークス（2000年Nuclear Debate）
- ミドルパークステークス（2012年Reckless Abandon）

### 香港
- 香港ヴァーズ（2009年Daryakana、2012年Red Cadeaux）
- 香港カップ（1999年Jim and Tonic）
- 香港スプリント（2002年All Thrills Too、2007年Sacred Kingdom）
- 香港マイル（1998年Jim and Tonic[4]、2010年Beauty Flash）
- クイーンズシルヴァージュビリーカップ（2007年Joyful Winner、2011年Beauty Flash）
- センテナリースプリントカップ（2009年Inspiration）
- チェアマンズスプリントプライズ（2008年Sacred Kingdom）
- チャンピオンズ&チャターカップ（2010年Mr Medici）
- チャンピオンズマイル（2005年Bullish Luck）
- 香港ゴールドカップ（2002年Industrial Pioneer）
- 香港スチュワーズカップ（2006年Russian Pearl、2011年Beauty Flash）

### その他
- ヴィットーリオ・ディ・カープア賞（2016年Waikika）
- バイエルンツフトレネン（2021年Skalleti）
- ミラノ大賞典（1999年Dark Moondancer）
- メルボルンカップ（2010年Americain）
- E.P.テイラーステークス（2012年Siyouma）